# Cheirostylis thailandica
Cheirostylis thailandica är en orkidéart som beskrevs av Gunnar Seidenfaden. Cheirostylis thailandica ingår i släktet Cheirostylis och familjen orkidéer. Inga underarter finns listade i Catalogue of Life.